# 2004-es Australian Open
A 2004-es Australian Open az év első Grand Slam-tornája, az Australian Open 92. kiadása volt. Január 19. és február 1. között rendezték meg Melbourne-ben. A férfiaknál a svájci Roger Federer, nőknél a belga Justine Henin-Hardenne nyert.

## Döntők

### Férfi egyes
Roger Federer –  Marat Szafin, 7–6(3), 6–4, 6–2

### Női egyes
Justine Henin-Hardenne  –  Kim Clijsters, 6–3, 4–6, 6–3

### Férfi páros
Michaël Llodra /  Fabrice Santoro –  Bob Bryan /  Mike Bryan, 7–6(4), 6–3

### Női páros
Virginia Ruano Pascual /  Paola Suárez –  Szvetlana Kuznyecova /  Jelena Lihovceva, 6–4, 6–3

### Vegyes páros
Nenad Zimonjić /  Jelena Bovina –  Martina Navratilova /  Lijendar Pedzs, 6–1, 7–6(3)

## Juniorok

### Fiú egyéni
Gaël Monfils –  Josselin Ouanna, 6–0, 6–3

### Lány egyéni
Sahar Peér –  Nicole Vaidišová, 6–1, 6–4

### Fiú páros
Scott Oudsema /  Brendan Evans –  David Galić /  David Jeflea, 6–1, 6–1

### Lány páros
Csan Jung-zsan /  Szun Seng-nan –  Veronika Chvojková /  Nicole Vaidišová, 7–5, 6–3